# Caleb Azumah Nelson
Caleb Azumah Nelson (1993) è uno scrittore britannico d'origine ghanese.

## Biografia
D'ascendenza ghanese, è cresciuto a Bellingham, nella parte sud orientale di Londra, dove ha frequentato la scuola privata Alleyn's School grazie a una borsa di studio.
Dopo aver pubblicato su quotidiani e riviste alcuni racconti, uno di essi, Pray è arrivato in finale al BBC National Short Story Award nel 2020.
Fotografo professionista, ha esordito nella narrativa nel 2021 con il romanzo Mare aperto al quale ha fatto seguito due anni dopo Piccoli mondi.

## Opere

### Romanzi
- Mare aperto [Open water], traduzione di Anna Mioni, Roma, Atlantide, 2021, ISBN 9791280028112.
- Piccoli mondi [Small Worlds], traduzione di Anna Mioni, Roma, Atlantide, 2023, ISBN 9791280028334.

## Riconoscimenti
- Costa Book Awards
  - 2021 – nella categoria "Romanzo d'esordio" con Mare aperto[7]
- Betty Trask Award
  - 2022 – con Mare aperto[8]
- Somerset Maugham Award
  - 2022 – con Mare aperto[9]
- Premio Dylan Thomas
  - 2024 – con Piccoli mondi[10]